# Kkakdugi
Il kkakdugi (깍두기?, kkaktukiMR) è una varietà di kimchi, ottenuta dalla fermentazione del ravanello coreano tagliato a cubetti.

## Preparazione
Dopo essere stato tagliato a cubetti, il ravanello viene immerso in acqua salata (con concentrazione di sale al 3%). Una volta scolato, s'insaporisce con saeujeot (jeotgal di gamberetti), peperoncino in polvere, aglio e zenzero e viene conservato in un contenitore di terracotta (onggi) per due settimane in luogo fresco e asciutto.

## Varianti

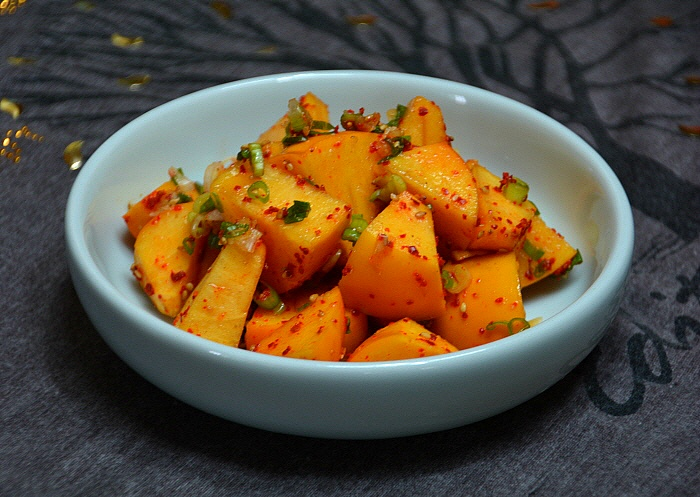
Kkakdugi di cachi anziché di ravanello.

Esistono diverse varianti di kkakdugi, tra cui:
- Gegeolmu kkakdugi (게걸무깍두기?): realizzato con un tipo di ravanello sodo e pungente, il gegeolmu, che cresce nella zona di Yeoju;
- Myeongtae seodeori kkakdugi (명태서더리깍두기?): con aggiunta di branchie di merluzzo d'Alaska;
- Musongsongi (무송송이?): anticamente consumato alla corte coreana, il suo nome deriva dall'avverbio songsong, che denota le dimensioni estremamente piccole dei cubetti di ravanello;
- Suk kkakdugi (숙깍두기?): ottenuto bollendo il kkakdugi fino a renderlo morbido e adatto alle dentature deboli;
- Gul kkakdugi (굴깍두기?): con aggiunta di ostriche crude, viene preparato specialmente intorno al Capodanno coreano usando saeujeot, foglie di sedano cinese e spezie.

## Consumo
Il kkakdugi è un banchan croccante dal sapore agrodolce e molto piccante che si accompagna al samgyetang e a zuppe di manzo come seolleongtang, gomguk e galbitang, in quanto si crede che favorisca la digestione della carne.

## Storia
Secondo il ricettario Joseon-yorihak ("L'arte culinaria di Joseon") di Hong Seon-pyo, il kkakdugi venne preparato per la prima volta nel XVIII secolo da una figlia del re Jeongjong, la principessa Sukseon, e veniva chiamato gakdokgi (각독기?, 刻毒氣?). Successivamente si diffuse tra il popolo e cambiò nome quando un nobile che serviva a palazzo andò in pensione.
Il kkakdugi viene menzionato nel racconto Chunhyangjeon, scritto tra i regni di Yeongjo e Jeongjo, e la sua preparazione è stata registrata nel ricettario Siuijeonseo di fine Ottocento. Un altro libro simile edito nel 1913 e intitolato Yorijejeop ("Come cucinare") lo chiama jeotmu (젓무?) e riporta le ricette di alcune varianti, come quella con ostriche o con pollo.